# Phytomyza heringiana
Phytomyza heringiana är en tvåvingeart som beskrevs av Friedrich Georg Hendel 1922. Phytomyza heringiana ingår i släktet Phytomyza och familjen minerarflugor.
Artens utbredningsområde är Tyskland. Inga underarter finns listade i Catalogue of Life.